# Euproctis pyraustis
Euproctis pyraustis är en fjärilsart som beskrevs av Edward Meyrick 1891. Euproctis pyraustis ingår i släktet Euproctis och familjen tofsspinnare. Inga underarter finns listade i Catalogue of Life.